# Vossische Zeitung

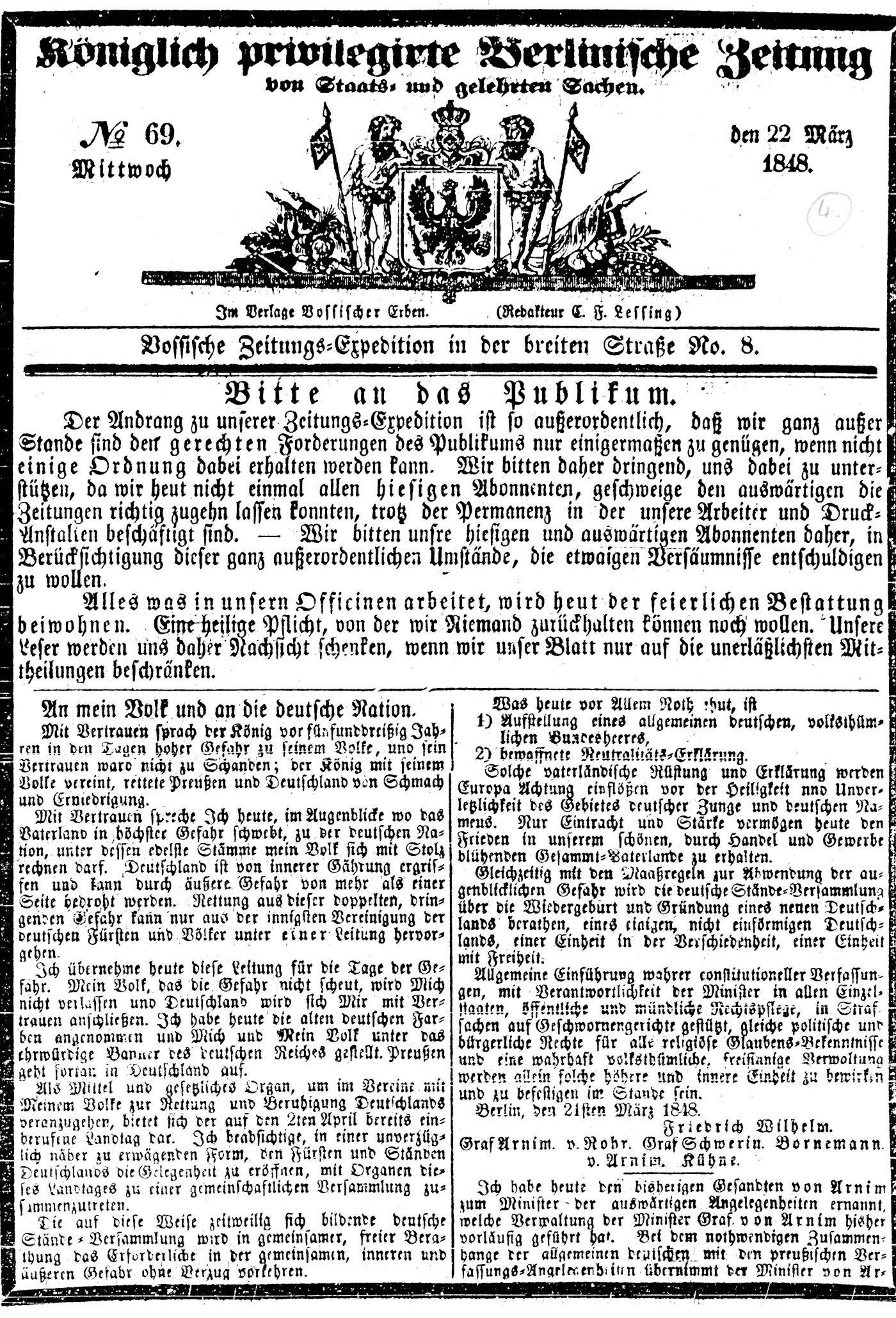
Titelseite vom 22. März 1848

Die Vossische Zeitung war eine überregional angesehene Berliner Zeitung, deren Erscheinen 1934 wegen erheblicher Druckausübung durch den NS-Staat eingestellt werden musste. Sie vertrat die Positionen des liberalen Bürgertums. In der Berliner Presselandschaft nahm sie eine historisch begründete Sonderrolle ein: Sie war – über ihre direkten Vorgänger – die älteste Zeitung der Stadt. Der Name geht auf die zwischenzeitlichen Inhaber Christian Friedrich Voß d. Ä. (1751–1790)  zurück, war aber erst seit 1911 offiziell.

## Anfänge des Zeitungswesens in Berlin

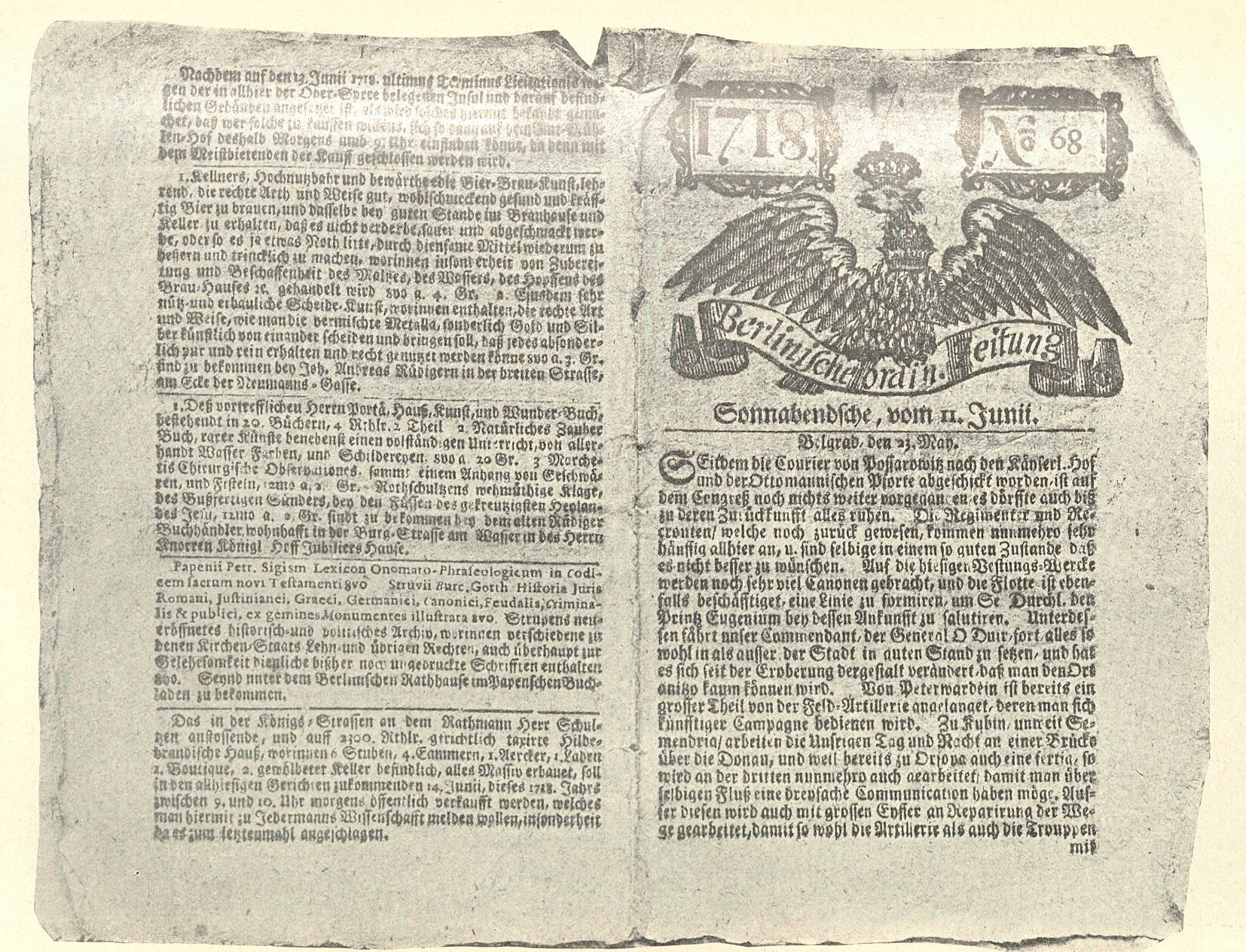
Berlinische Zeitung, 1718

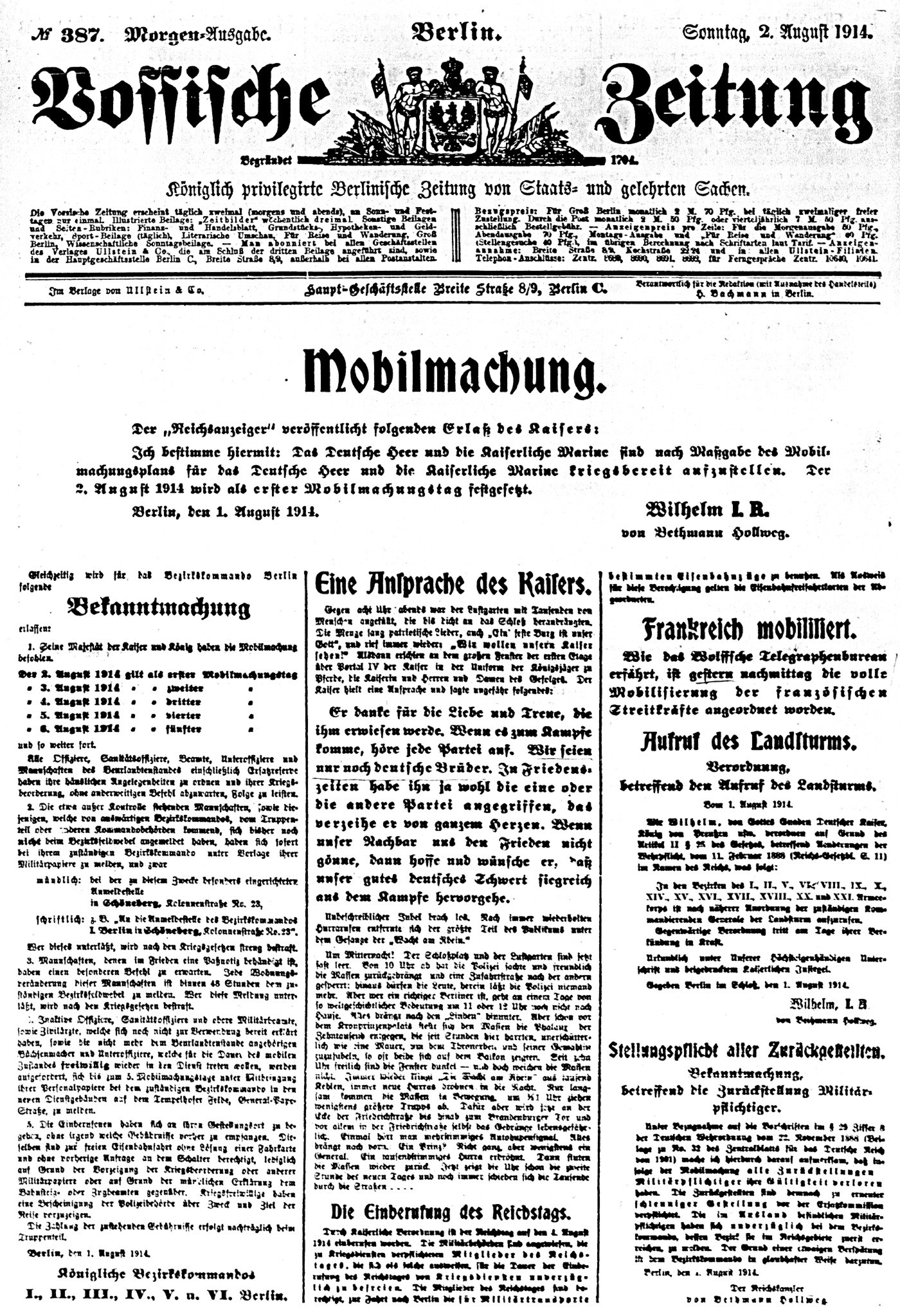
Titelseite vom 2. August 1914

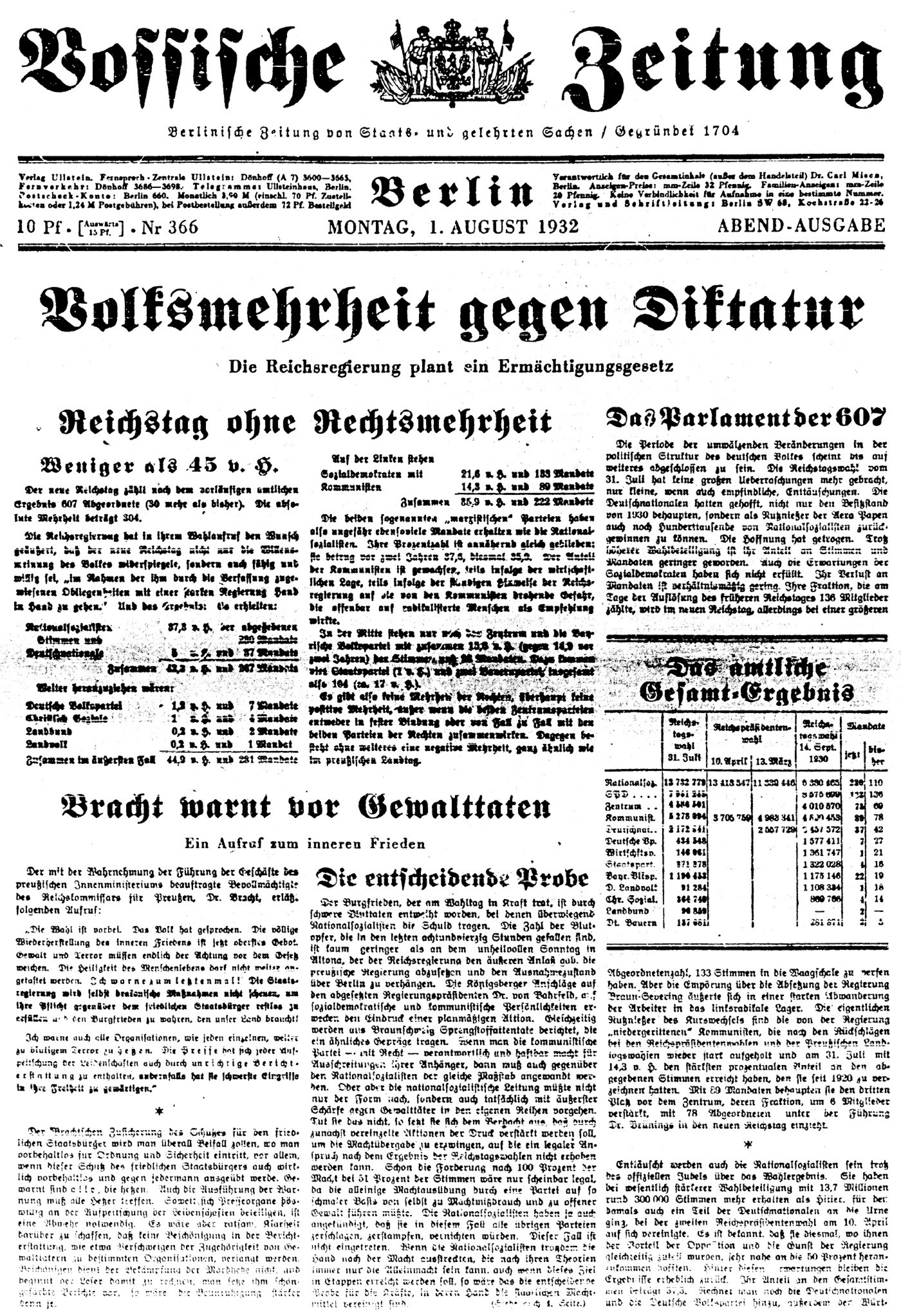
Titelseite vom 1. August 1932

Als sich im 16. Jahrhundert regelmäßige Postverbindungen entwickelten, wurden schriftliche oder mündliche Nachrichten aus entfernten Orten durch berittene Postboten übermittelt, sie trafen zunächst bei den Postmeistern ein; in Kölln bei Berlin war das der kurfürstlich-brandenburgische Post- und Botenmeister Christoff Frischmann. Er sammelte die bei ihm einlaufenden Neuigkeiten und gab sie in handschriftlichen Kopien von Fall zu Fall weiter – an den kurfürstlichen Hof, an interessierte Gelehrte und wohlhabende Bürger. Schließlich wurde die Nachrichtenbeschaffung systematisiert, Frischmann erhielt den Auftrag, im ganzen „Heiligen Römischen Reich Deutscher Nation“ Kontakte zu pflegen und an allen wichtigen Orten Nachrichten zu sammeln. Seine ersten gedruckten Zeitungen kamen im Jahre 1617 heraus; das älteste erhaltene Exemplar trägt die Nummer 36 und lieferte Nachrichten aus dem Zeitraum vom 16. August bis zum 5. September. Die Zeitungen erschienen in einem, nicht immer regelmäßigen, Wochenrhythmus, hatten jeweils acht Seiten im Format Kleinoktav (ein Buchformat, 18,5 cm hoch) und wurden nach der Lektüre meist an den nächsten Leser weitergegeben.
Christoff Frischmann und sein Bruder Veit nannten ihre Zeitungsausgaben zunächst Avisen (eine der ältesten deutschen Zeitungen von 1609 hieß Aviso Relation oder Zeitung), danach Berliner Botenmeister Zeitung. Die Exemplare von 1618 enthielten schon regelmäßig Korrespondenzen aus Amsterdam, Den Haag, Köln, Rom, Venedig, Prag und Wien. Häufig griffen Zensoren in die Berichterstattung ein, insbesondere wegen der pro-evangelischen Haltung während des Dreißigjährigen Krieges – der katholisch-kaiserliche Hof zu Wien veranlasste den brandenburgischen Kurfürsten, dagegen vorzugehen. Zeitweilig konnte das Blatt daher nicht erscheinen. Von der ständigen Sorge um die Existenz seiner Zeitung zermürbt, überließ Veit Frischmann die Konzession 1655 seinem Drucker Christoph Runge, der dem Blatt 1658 einen neuen Titel gab: Berliner einkommende Ordinar- und Postzeitungen. 1704 erwarb der Buchdrucker Johann Lorentz die Zeitung von Runges Witwe, sein Privileg wurde von König Friedrich I. umgehend bestätigt. Lorentz nannte die nach wie vor einzige Zeitung Berlins nun Berlinische Ordinaire Zeitung.

## Umstrittenes Monopol
Die komfortable Monopolstellung war wenig später bedroht. Der Ende 1704 aus Süddeutschland zugezogene Buchdrucker Johann Michael Rüdiger erhielt vom König die Genehmigung, ein Wöchentliches Diarium herauszugeben. Lorentz erhob Einspruch und gewann den Rechtsstreit nach zwei Jahren – die neue Konzession wurde zurückgezogen. Nach 1713 veränderte sich die Lage abermals. Der „Soldatenkönig“ Friedrich Wilhelm I. hatte seine Regierungszeit begonnen, hergebrachte Privilegien wurden überprüft und Lorentz nur noch mit einer eingeschränkten, jederzeit widerrufbaren Genehmigung ausgestattet. Nun unternahm der Sohn des alten Konkurrenten, Johann Andreas Rüdiger, einen neuen Versuch. In einem Brief an den königlichen Hof wies er darauf hin, dass der Buchdrucker Lorentz sein Privileg „lange Jahre bisher umsonst genossen“ habe; durch erhebliche Geld- und Sachleistungen konnte er den König veranlassen, Lorentz’ Zeitungs-Konzession mit Wirkung vom 25. Februar 1721 zu annullieren und ihm selbst zu übertragen. Rüdiger gab die Zeitung, jetzt als Berlinische Privilegirte Zeitung, ohne Unterbrechung und ohne wesentliche Änderungen heraus, sodass für die Leser die Kontinuität gewahrt blieb.
Die verschiedenen Änderungen der Besitzverhältnisse haben zu Unklarheiten hinsichtlich des „Geburtsdatums“ der Vossischen Zeitung geführt. Manche Quellen nennen das Jahr 1721. Das Blatt selbst feierte sein 200-jähriges Jubiläum im Jahre 1904 und nannte das entsprechende Gründungsdatum zuletzt auch auf seiner Titelseite. Beide Anfangsdaten beziehen sich auf die Herausgeberfamilie Rüdiger. Meist wird der Altersangabe aber das (fast) ununterbrochene Bestehen der Zeitung seit 1617 zugrunde gelegt, als Christoff Frischmann sie erstmals herausgab.
Kronprinz Friedrich, der spätere König Friedrich II., empfand die Zeitung als langweilig. Weil sein Vater, König Friedrich Wilhelm I., verfügt hatte, dass keinerlei Meinungsäußerungen, schon gar keine kritischen gedruckt werden durften, enthielt das Blatt nur belanglose Meldungen, vorwiegend von Festen bei Hofe, von Empfängen, Kriminalfällen und Hinrichtungen. Auch gab mangelnde Konkurrenz keinerlei Anlass, die journalistische Qualität des Blattes zu verbessern. Doch bereits am zweiten Tag nach seiner Thronbesteigung 1740 beauftragte Friedrich II. seinen Buchhändler Ambrosius Haude, in Berlin zwei neue Zeitungen herauszugeben, eine in deutscher, die zweite – die sich nur ein Jahr lang hielt – in französischer Sprache. So erschienen im Juni 1740 die Berlinischen Nachrichten von Staats- und gelehrten Sachen, die spätere Spenersche Zeitung. In den Jahren 1750 und 1783 wurden dann noch zwei weitere Zeitungen zugelassen, darunter die Gazette littéraire de Berlin.
Zur Frage der Pressezensur hatte der König schon früh die Meinung geäußert, dass die „Gazetten, wenn sie interessant seyn sollen, nicht geniret werden müsten“. 1742 erfolgte die Aufhebung der Zensur. Die wurde zwar schon während der ersten Schlesischen Kriege wieder praktiziert und 1749 auch formal wieder eingeführt, allerdings mit dem königlichen Auftrag, die Eingriffe in die Pressefreiheit so gering zu halten, wie es unter Kriegsbedingungen möglich erschien. Die Berliner Blätter erfreuten sich zu dieser Zeit größerer Freiräume als die Zeitungen anderer deutscher Länder und konnten das Gedankengut der Aufklärung, dem sich auch Friedrich II. verpflichtet fühlte, nahezu ungehindert verbreiten.

## Von Voß bis Ullstein

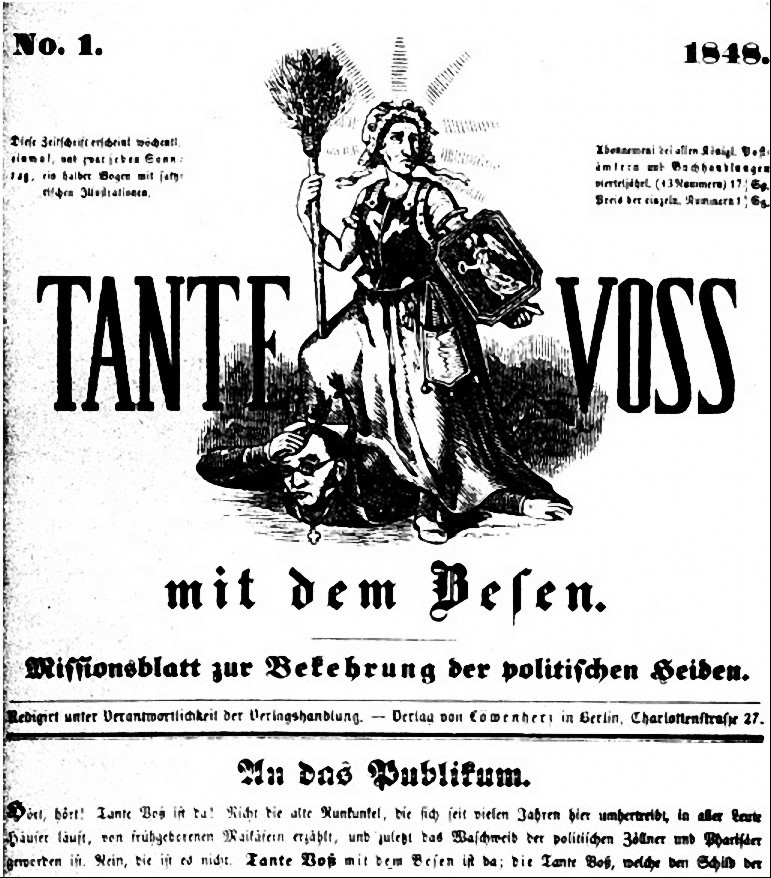
Pamphlet gegen die Vossische Zeitung, 1848

Nachdem Johann Andreas Rüdiger 1751 ohne männlichen Erben gestorben war, übernahm sein Schwiegersohn, der Buchhändler Christian Friedrich Voß d. Ä., die Zeitung im März 1751. Sie wurde jetzt dreimal wöchentlich herausgegeben, hatte jeweils vier Seiten, wurde in 150–200 Exemplaren gedruckt und nur in Buchhandlungen verkauft. Ende 1790 ging das Zeitungsprivileg auf Voß’ gleichnamigen Sohn Christian Friedrich Voß d. J. über. Schon bald nach der Übernahme durch Christian Friedrich Voß d. Ä. hieß das Blatt bei den Berlinern nur noch „die Vossische“, im Volksmund auch die „Tante Voß“. Ihr wirklicher Titel war seit 1785 Königlich Privilegirte Berlinische Zeitung von Staats- und gelehrten Sachen, 1806 kam der Kopfvermerk „Im Verlage Vossischer Erben“ hinzu. Dies bezog sich ursprünglich auf Voß’ Tochter Marie Friederike, die mit Karl Gotthelf Lessing, einem Bruder des Dichters Gotthold Ephraim Lessing, verheiratet war. Sie hatte die Zeitung nach längerem Rechtsstreit 1801 übernommen und so in den Besitz der Familie Lessing (Carl Robert Lessing) gebracht, die das Unternehmen fortführte.
Um 1800 erschien die Zeitung mit 16 Seiten, seit 1802 mit einem Wirtschafts- und Anzeigenteil, der sehr positiv aufgenommen wurde – sie war also umfangreicher und vielseitiger geworden, blieb aber wegen der nun wieder strengen Zensur, die keine Kritik an den Grundsätzen von Religion, Staat und öffentlicher Ordnung erlaubte, journalistisch recht oberflächlich. Während der Napoleonischen Kriege flüchteten die Herausgeber der Zeitung – ebenso wie König Friedrich Wilhelm III. – nach Breslau in Schlesien. Dort erschien das Blatt vorübergehend als Schlesische privilegirte Zeitung. Zwischen 1824 und 1875 – längst wieder in Berlin – wurde sie täglich herausgebracht, danach zweimal am Tag.
Das Blatt vertrat die Interessen des liberalen Bürgertums. Es setzte sich seit 1843 für die Abschaffung der Pressezensur ein und stand in der Revolution von 1848 eindeutig auf Seiten der freiheitlichen Kräfte. An der Beerdigung der „Märzgefallenen“, der 183 zivilen Opfer vom 18. März 1848 in Berlin, nahm die gesamte Redaktion teil. Aus Anlass der Aufhebung der Pressezensur im selben Monat wurde in Berlin ein Extrablatt der Freude herausgebracht (Zitat: „Unter allen Rechten, deren Erfuellung uns geworden, und die wir hoffen, ist der befreite Gedanke das edelste, denn in ihm liegt das Unterpfand fuer alles Kuenftige“). Im Verlauf der konservativen Gegenrevolution allerdings, nachdem im November 1848 demokratische Zeitungen verboten und Druckereien geschlossen worden waren, relativierte die Vossische Zeitung ihre progressive Haltung und musste sich dafür auch Kritik und Spott gefallen lassen.

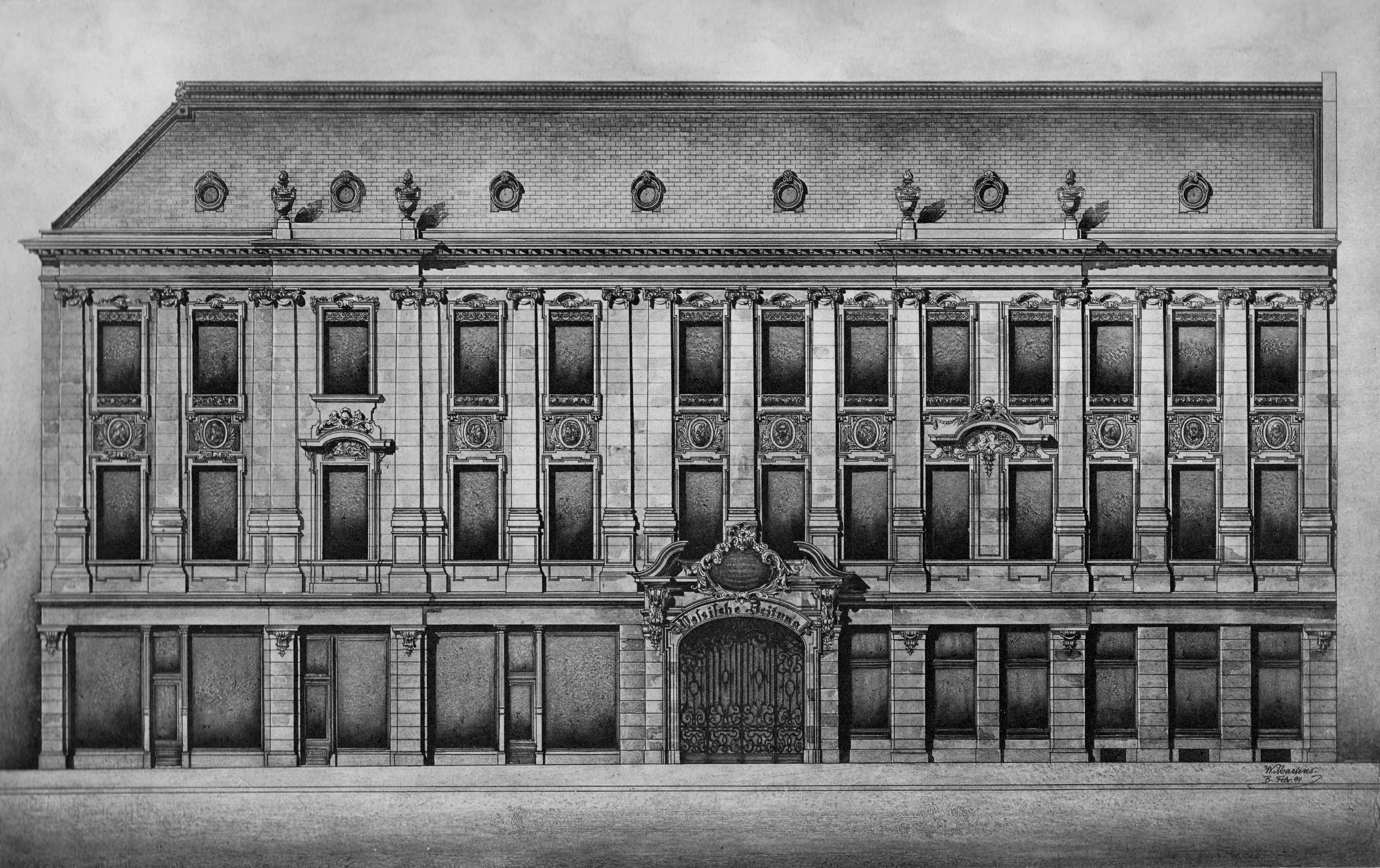
Haus der Vossischen Zeitung, Breite Straße 8/9, Zeichnung der Fassade aus dem Jubiläumsband von 1904

Ab 1895 bezog die Vossische Zeitung ihren Sitz auf der Fischerinsel in dem Gebäudekomplex Breite Straße 8/9 / Neumanns Gasse / Brüderstraße 34/38.

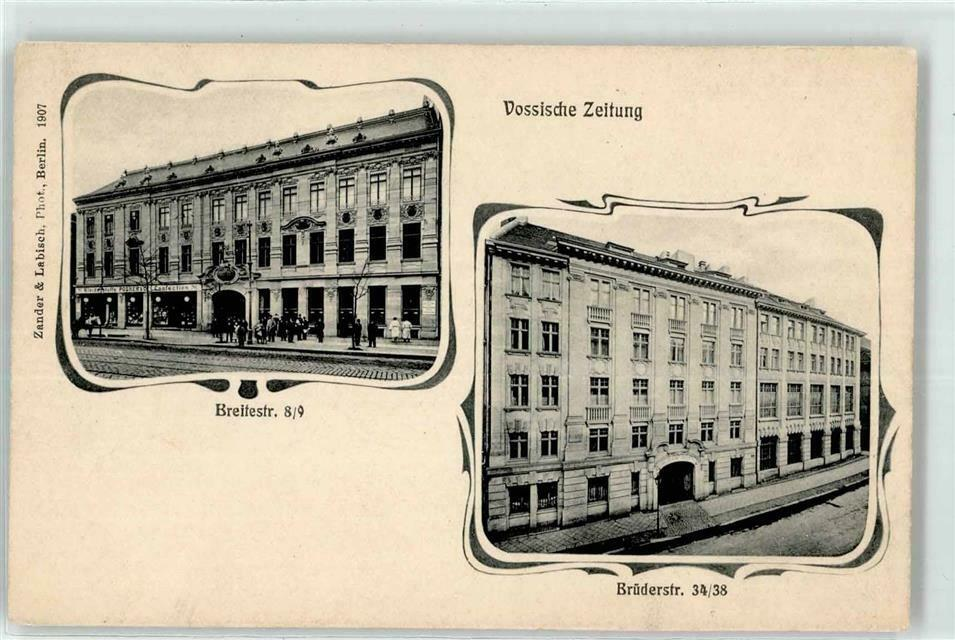
Gebäude der Vossischen Zeitung, Fassade Breite Straße 8/9 (Nordostseite), Fassade Brüderstraße 34–38 (Südwestseite), Ansichtskarte von 1907
Fotografien von Zander & Labisch, Berlin

Noch um die Jahrhundertmitte war die Zeitung Markt- und Meinungsführerin in Berlin, verlor aber in den nächsten Jahrzehnten diese Position. Häufige Differenzen zwischen den Anteilseignern blockierten die technische und journalistische Entwicklung. Gegen Ende des 19. Jahrhunderts behauptete die „Vossische“ zwar eine solide Stellung am Berliner Zeitungsmarkt, erreichte aber bei weitem nicht die Auflagen der neuen Massenblätter aus den Verlagshäusern Ullstein, Scherl und Mosse.
Die Besitzverhältnisse waren komplizierter geworden; die Geschäftsanteile gehörten nun verschiedenen Angehörigen der Familien Lessing und Müller und wurden später teilweise von den Zeitungsunternehmern Rudolf Mosse bzw. August Huck übernommen. Schon 1910 hatte das Blatt offiziell den Namen Vossische Zeitung erhalten, der bisherige Haupttitel blieb nur noch als Unterzeile erhalten. Kurz vor seinem Tode 1911 beteiligte sich der Zeitungsverleger August Huck an einem Konsortium, das sich die Anteile der Lessing’schen Erben an der Vossischen Zeitung sicherte. Am 24. November 1913 übernahm das Berliner Verlagshaus Ullstein & Co. für fünfeinhalb Millionen Mark (kaufkraftbereinigt in heutiger Währung: rund 36,2 Millionen Euro) die bisher in Familienbesitz befindliche Vossische Zeitung  und ab 1. Januar 1914 erschien die Vossische Zeitung im Ullstein Verlag.
Nach dem Ende der Monarchie in Deutschland war der Hinweis auf das königliche Privileg gegenstandslos geworden; 1918 fiel er weg – die letzte der zahlreichen Titeländerungen. Die Blätter des Ullstein-Verlags sprachen sich jetzt für die Republik aus, in einem Leitartikel der Vossischen Zeitung wurde die schnelle Einberufung einer repräsentativen Nationalversammlung gefordert.
Während der Weimarer Republik galt die Zeitung als Sprachrohr demokratischer und liberaler Kräfte. Auch bot sie liberal orientierten russischen Emigranten eine Plattform. Auf ihrer Titelseite veröffentlichte die Zeitung 1922 einen langen Nachruf auf den von Zaristen in Berlin ermordeten ehemaligen Senator Wladimir Dmitrijewitsch Nabokow, einen westlich orientierten Zarengegner. Auch erschien in ihr die deutsche Übersetzung des Romans König, Dame, Bube von dessen Sohn Vladimir Nabokov.
Obwohl die Vossische Zeitung über einen umfangreichen Nachrichtenteil und über einen qualifizierten Mitarbeiterstab verfügte, kam sie nie über eine Auflage von 75.000 Exemplaren hinaus. Von 1914 bis 1933 sollen sich die Verluste auf rund 30 Millionen Reichsmark summiert haben.

## Erzwungenes Ende
Mit Inkrafttreten des nationalsozialistischen Schriftleitergesetzes zum 1. Januar 1934 wurde die Gleichschaltung der deutschen Presse durchgesetzt und die Verlage verloren ihren Einfluss auf die Berichterstattung und Zusammensetzung der Redaktionen. Am 31. März 1934 stellte der Ullstein Verlag das Erscheinen der Vossischen Zeitung ein. Sieben Tage zuvor hatte der Verlag in einer kurzen Notiz auf der Titelseite – „An die Leser der Vossischen Zeitung“ – erklärt:

„Die Aufgabe eines Blattes vom Stil der Vossischen Zeitung ist nach unserer Ansicht beendet. So haben wir denn aus freien Stücken den schmerzlichen, aber folgerichtigen Entschluss gefasst, die Vossische Zeitung aufzugeben und sie nach dem Ende des Monats nicht mehr erscheinen zu lassen.“

Diese Formulierung lässt die Dramatik der Situation nicht voll erkennen. Tatsächlich hatten die Zensurbehörden des NS-Staates die Arbeit der Zeitung schon seit längerem erheblich beeinträchtigt, zahlreiche missliebige Journalisten, unter ihnen viele Juden, waren aus ihren Stellungen vertrieben worden. Wenige Wochen später wurde der Ullstein-Verlag einschließlich seiner damals noch erscheinenden Zeitungen arisiert und vom Franz-Eher-Verlag übernommen, dem Parteiverlag der NSDAP.

## Prominente Mitarbeiter
Bedeutende Persönlichkeiten hatten als Autoren für die Vossische Zeitung gearbeitet.
Von 1751 bis 1755 war Gotthold Ephraim Lessing als Rezensent tätig, Christian Friedrich Voß hatte ihm die Redaktion des „Gelehrten Artikels“ übertragen, zudem gab Lessing 1751 für ein Dreivierteljahr die Monatsbeilage „Neuestes aus dem Reiche des Witzes“ heraus. Der Schriftsteller und Romancier Willibald Alexis war vorübergehend Mitarbeiter des Blattes und unterstützte es im Vorfeld der bürgerlichen Revolution von 1848 in seinem Kampf für die Pressefreiheit. Ab 1826 schrieb der Musikkritiker und Dichter Ludwig Rellstab für die Vossische Zeitung, wie zuvor schon sein Vater, Johann Carl Friedrich Rellstab, der dort zwischen 1806 und 1813 gearbeitet hatte. Der mit  Fontane befreundete Historiker Johann David Erdmann Preuß lieferte in den Jahren 1860–1865 etliche Beiträge zur Geschichte Friedrichs des Großen und seines Hofes. Zwischen 1870 und 1890 schrieb Theodor Fontane selbst Theaterkritiken über die Aufführungen des Berliner Schauspielhauses für die „Vossische“, sein zeitweiliger Kollege und späterer Nachfolger war der Schriftsteller Paul Schlenther. Im Jahre 1908 wechselte der stellvertretende Chefredakteur E. M. Grunwald nach Konstantinopel, wo er die Chefredaktion des neugegründeten Osmanischen Lloyd übernahm, der vom Auswärtigen Amt, dem Bankhaus S. Bleichröder und den Geldgebern der Bagdadbahn finanziert wurde.
Hermann Bachmann, der 1892 in die Redaktion eintrat, war ab 1895 Stellvertreter des Chefredakteurs Friedrich Stephany; 1900 wurde er Chefredakteur. Ab 1914 teilte er die Redaktionsleitung mit dem Ullstein-Verlagsdirektor Georg Bernhard, der die Zeitung stark prägte, aber erst 1920 Bachmanns Nachfolger wurde. Er war Chefredakteur bis 1930. Sein bisheriger Stellvertreter Julius Elbau ersetzte ihn bis Juni 1933. Bis zur Einstellung der Zeitung 1934 leitete Erich Welter die Redaktion.
Zwischen 1911 und 1914 verantwortete Doris Wittner die Frauenbeilage der Zeitung.
Wichtigster Leitartikler zwischen 1887 und 1918 war Isidor Levy. In den 1920er Jahren leitete Richard Lewinsohn – unter dem Pseudonym Morus auch Mitarbeiter der Weltbühne – die Wirtschaftsredaktion, Monty (Montague) Jacobs wurde bekannt als Feuilletonist und Theaterkritiker. Im Frühjahr 1924 ging Kurt Tucholsky als Korrespondent der Vossischen Zeitung und der Weltbühne nach Paris. Paul Schlesinger schrieb unter dem Kürzel ‚Sling‘ zwischen 1921 und 1928 seine beispielhaften Gerichtsreportagen und begründete damit ein neues journalistisches Genre. Ab November 1928 wurde der Roman Im Westen nichts Neues von Erich Maria Remarque als Vorabdruck in der Vossischen Zeitung veröffentlicht.

## Titel
Die Zeitung erschien im Laufe der Zeit unter folgenden Titeln:
- Bericht was sich zu anfang dieß itzt angehenden … Jahres in Deutschlandt, Franckreich, Welschlandt, Böhmen, Ungern, Nederlandt und in andern örten hin unnd wieder zugetragen: das künfftige so durch das gantze Jahr vorgehen und mit der zeit erfahren und kundt werden möchte (1618)
- Zeitung auß Deutschlandt, Welschlandt, Franckreich, Böhmen, Hungarn, Niederlandt und andern Orten: wöchentlich zusammengetragen im Jahr … (1619–1621)
- Bericht waß sich zugetragen unnd begeben: im Jahr … (1621)
- Zeitung so im … Jahr von Wochen zu Wochen colligirt und zusammen getragen worden (1623–1624)
- Einkommende Ordinari und Postzeitungen (1657–1670)
- Eingekommener Zeitungen … Mercurius (1682–1691)
- Angekommener … Relations-Mercurius (1704–1708)
- Angekommener … Relations-Postilion (1709–1711)
- Berlinische ordinaire Zeitung (1712–1721)
- Berlinische privilegirte Zeitung (1721–1778)
- Königlich-berlinische privilegirte Staats- und gelehrte Zeitung (1779–1784)
- Königlich privilegirte Berlinische Zeitung von Staats- und gelehrten Sachen (1785–1911)
- Vossische Zeitung: Berlinische Zeitung von Staats- und gelehrten Sachen (1911–1934)